# Station Sokołowo Budzyńskie
Station Sokołowo Budzyńskie is een spoorwegstation in de Poolse plaats Sokołowo Budzyńskie.